# Allium changduense
Allium changduense — вид рослин з родини амарилісових (Amaryllidaceae); поширений у східному Тибеті й північно-західному Січуані, Китай.

## Опис
Цибулина поодинока або скупчена, циліндрична, діаметром 0.5–1 см; оболонка коричнева. Листки лінійні, коротші від стеблини, 2–3 мм завширшки. Стеблина 15–20 см, циліндрична, вкрита листовими піхвами лише в основі. Зонтик малоквітковий. Оцвітина пурпурно-червона; зовнішні сегменти вузько-довгасті, 6.5–14.5 × 2.5–4 мм, верхівки тупі; внутрішні — 7.2–15.5 × 2–4.5 мм.

## Поширення
Поширений у східному Тибеті й пн.-зх. Січуані, Китай.
Населяє чагарники, схили; на висотах 3200–4500 м.